# Lengnau (Argòvia)
Lengnau és un municipi situat al nord de Suïssa i pertanyent al districte de Zurzach, cantó d'Argòvia.
El poble és conegut per a ser un dels dos únics pobles on podien residir els jueus a Suïssa entre 1633 i 1874, i per això la sinagoga local es troba catalogada com a part del patrimoni nacional suís (la primera sinagoga de Lengnau fou construïda vora el 1750, i la segona cap al 1847).
En no tenir dret a la propietat de terres o bestiar, els jueus es guanyaven la vida comerciant. La resta de la població tenia una economia basada en l'agricultura, afegint a partir del s. XIX també la ramaderia.
Tot i l'enclavament un poc remot de Lengnau (distant en 8 km de Baden), el poble està servit per autobús local des de 1921. El 1953 es construí la carretera principal fins a Baden, i el 1968 s'obrí un polígon industrial on s'han arribat a instal·lar unes 80 empreses.

## Història judaica

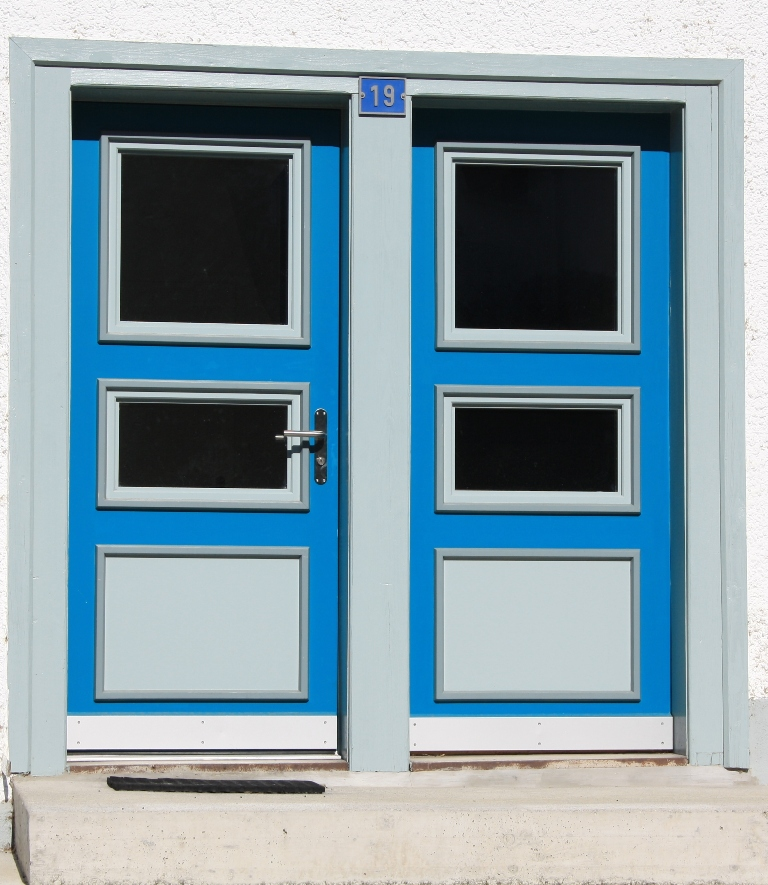
Dues portes separades (una per jueus i l'altra per a cristians) en una casa de Lengnau

D'acord amb el tractat de Tagsatzung (1678), els jueus foren adscrits a les comunes de la vall de Surb. Després de 1776, només se'ls hi permeté la residència als pobles de Endingen i Lengnau. Aquesta immigració canvià lentament i progressiva la composició local dels dos pobles. Així la comunitat d'Endingen mai construí cap església i edificà una sinagoga. Els cristians locals anaven a les esglésies veïnes. Sovint les famílies cristianes i jueves compartien un mateix sostre i -exceptuant la guerra de la pruna- mai hi hagué problemes d'integració. La comunitat judaica supervisava un sistema escolar propi i independent.
Els oficis permesos a la població jueva es restringien bàsicament als relacionats amb el comerç. Les cases tenien dues entrades: una per als jueus i l'altre per als cristians. A partir del 1876 es lleven totes les restriccions imposades a la població jueva. El 1920 la majoria de jueus ja havien abandonat la comuna.